# Bjarne Stroustrup
Bjarne Stroustrup (AFI: [bʝɑ'nø stɻɤu'stɻɵp]), (n. 30 de diciembre de 1950 en Aarhus, Dinamarca) es un científico de la computación y catedrático de Ciencias de la Computación en la Universidad A&M de Texas. Es reconocido principalmente por el desarrollo del lenguaje de programación C++. Citando palabras del propio Stroustrup:

Inventé C++, escribiendo sus primeras definiciones, y produciendo la primera implementación... elegí y formulé los criterios de diseño para C++, confeccioné también sus principales utilidades, y fui responsable de elaborar extensas proposiciones en el comité de estándares de C++.

Stroustrup escribió también el considerado por muchos como el texto introductorio de referencia para el lenguaje, su título original es The C++ Programming Language, el cual alcanza actualmente su cuarta edición. Existe una versión especial editada en 2000, aunque no figuran en ella cambios significativos respecto al original. Este último texto ha sido revisado tanto para reflejar la evolución del lenguaje, como el trabajo del comité de estándares de C++.
Stroustrup es un cand. scient. (el equivalente danés a un máster) en matemáticas y ciencias de la computación (1979) por la Universidad de Aarhus, Dinamarca, y Doctor en ciencias de la computación (1979) por la Universidad de Cambridge, Inglaterra. Anteriormente trabajó a la cabeza del departamento de Investigación en Programación de los laboratorios Bell de AT&T, desde su creación hasta finales de 2002.

## Premios y logros
- 1990 - Fue nombrado uno de los "doce mejores científicos jóvenes de América" por la revista Fortune.
- 1993 - Premio Grace Murray Hopper de la ACM (Association for Computing Machinery) por sus primeros trabajos en C++.
- 1995 - La revista Byte nombró a Stroustrup una de las veinte personas que más ha influido en la industria informática.
- 1996 - Stroustrup fue nombrado socio en AT&T: "Por sus fundamentales contribuciones al desarrollo de lenguajes informáticos y programación orientada a objetos, culminando en el lenguaje de programación C++."
- 1998 - Stroustrup fue nombrado socio en ACM: "Por sus primeros trabajos construyendo los cimientos del lenguaje de programación C++. Basándose en los pilares y el continuado esfuerzo del Dr. Stroustrup, C++ se ha convertido en el lenguaje de programación más influyente de la historia de la informática".
- 2004 - Academia Nacional (Estados Unidos) de Ingeniería, 2004.
- 2004 - Premio 200 al Empresario en Informática de la IEEE Computer Society.
- 2005 - William Procter Prize for Scientific Achievement
- 2008 - Dr. Dobb's Excellence in Programming award.
- Doctor honoris causa por la Universidad Carlos III en 2019.[1]

## Libros
- Margaret A. Ellis y Bjarne Stroustrup, The Annotated C++ Reference Manual, Addison-Wesley Pub Co; (1 de enero de 1990); ISBN 0-201-51459-1
- Bjarne Stroustrup, The Design and Evolution of C++, Addison-Wesley Pub Cp; Primera edición (29 de marzo de 1994); ISBN 0-201-54330-3
- Bjarne Stroustrup, The C++ Programming Language, Addison-Wesley Pub Co; Tercera edición (15 de febrero de 2000); ISBN 0-201-70073-5
- Bjarne Stroustrup,  Programming -- Principles and Practice Using C++, Addison-Wesley, (diciembre de 2008); ISBN 978-0321543721